# Кинзельский сельсовет
Кинзельский сельсовет — сельское поселение в Красногвардейском районе Оренбургской области Российской Федерации.
Административный центр — село Кинзелька.

## История
9 марта 2005 года в соответствии с законом Оренбургской области № 1901/343-III-ОЗ образовано сельское поселение Кинзельский сельсовет, установлены границы муниципального образования.

## Население
| 2010 | 2012  | 2013  | 2014  | 2015  | 2016  | 2017 |
| ---- | ----- | ----- | ----- | ----- | ----- | ---- |
| 1132 | ↘1091 | ↘1050 | ↘1004 | ↗1013 | ↗1016 | ↘997 |
| 2018 | 2019  | 2020  | 2021  |       |       |      |
| ↘957 | ↘927  | ↘907  | ↘891  |       |       |      |

## Состав сельского поселения
| № | Населённый пункт | Тип населённого пункта       | Население |
| - | ---------------- | ---------------------------- | --------- |
| 1 | Александровка    | посёлок                      | 26        |
| 2 | Вознесенка       | село                         | 251       |
| 3 | Кинзелька        | село, административный центр | 729       |
| 4 | Петропавловка    | деревня                      | 8         |
| 5 | Степной          | посёлок                      | 118       |